# Клод Окинлек
Клод Джон Айре Окинлек (на английски: Claude John Eyre Auchinleck) е британски офицер, който служи по време на Първата и Втората световна война.

## Живот и кариера
Клод Окинлек е роден на 21 юни 1884 г. в Алдершот, Англия.
През 1902 г. се дипломира в Кралската военна академия Сандхърст. Между 1904 и 1912 г. служи в Индия и Египет, а по време на Първата световна война в Близкия изток. През 1929 г. е изпратен отново в Индия.
Завръща се в Англия през януари 1940 г. и на 7 май получава командването на британските войски, изпратени в Нарвик. След изтеглянето на британските войски от Норвегия е натоварен с Южното командване, част от британския домашен фронт. Работи ефективно за подобряване на подготовката на доброволците от Home guard. На 21 ноември 1940 г. е произведен в генерал и е изпратен в Индия като главнокомандващ войските там. Натоварен е с контролиране на опитите за постигане на независимост и обучение на индийските войски.
На 21 юни 1941 г. поема ролята на главнокомандващ британските войски в Северна Африка от Арчибалд Уейвъл. През ноември 1941 г. дава начало на настъпателната операция Крусейдър, която нанася тежко поражение на Германския африкански корпус. По време на бойните действия заменя генерал-лейтенант Алан Кънингам с генерал-майор Нийл Ричи като командир на 8-а армия.
По време на лятното германско настъпление британските войски са изтласкани обратно. Окинлек поема командването на 8-а армия и успява да стабилизира фронта по време на първата битка при Ел Аламейн. Подложен е на натиск от страна на Чърчил, който се нуждае от успех в Африка и в крайна сметка губи доверието както на Чърчил и военния кабинет, така и на Алън Брук, главнокомандващ армията. На 5 август 1942 г. Чърчил заменя Окинлек с генерал-лейтенант Бърнард Монтгомъри.
Отказва предложения пост за командир на войските в Сирия и Ирак. Завръща се в Индия като главнокомандващ армията. Заема поста между 18 юни 1943 и 14 август 1947 г. През юни 1946 г. е произведен в звание фелдмаршал. Отказва да получи аристократическа титла, тъй като не иска да бъде награден за разделянето на Индия и Пакистан, което решение презира.
Пенсионира се през 1967 г. и се установява в Маракеш, Мароко. Умира там на 23 март 1981 г.